# Adriano Adami
Adriano Adami, noto anche come Pavan (Perugia, 11 settembre 1921 – Saluzzo, 2 maggio 1945), è stato un militare italiano, tenente nella 4ª Divisione alpina "Monterosa" dell'esercito della Repubblica Sociale Italiana.

## Militare nel Regio Esercito e nella Repubblica sociale italiana
Nato a Perugia da una famiglia con trascorsi garibaldini, frequentò l'università sino a quando, nel corso della seconda guerra mondiale, si arruolò volontario nel Regio Esercito. Nel 1941 fu destinato al fronte jugoslavo, precisamente in Croazia, con il grado di sottotenente presso la 537ª Compagnia Mitraglieri, venendo decorato con una croce di guerra e un encomio solenne. Tornato a casa in licenza, era ricoverato all'ospedale militare di Perugia per malaria quando il 9 luglio 1943 iniziò l'invasione della Sicilia. L'11 luglio, avendo saputo che il proprio reparto era al fronte, pur ancora ammalato, ottenne di essere dimesso per poterlo raggiungere.
Dopo l'8 settembre 1943 rientrò a Perugia e decise di aderire alla Repubblica Sociale Italiana. Seguì quindi l'addestramento a Münsingen della 4ª Divisione alpina "Monterosa", la divisione inviata in Germania per sei mesi per essere addestrata da istruttori tedeschi ed essere armata con materiale della Wehrmacht. Rientrò in Italia inquadrato nel Battaglione Vestone di questa divisione. Fu assegnato al fronte della Garfagnana, ottenendo una medaglia d'argento al valor militare, decorazione non riconosciuta dalla Repubblica italiana, e una Croce di Ferro tedesca di II classe. In seguito fu trasferito in Liguria a Torriglia a presidio delle colline genovesi, dove operò in azioni antipartigiane, come nello scontro del 23 ottobre sulle rive del Trebbia. In questa circostanza il tenente Adami vietò al parroco di Loco di comporre le salme di quattro partigiani caduti in combattimento.
A Torriglia, in seguito alla defezione di due compagnie passate con i partigiani del cattolico Aldo Gastaldi detto "Bisagno", il battaglione Vestone del maggiore Paroldo, già sotto organico, si sciolse. Adami si rifiutò di cambiare schieramento e il 4 novembre 1944, insieme con altri ufficiali e a circa 120 alpini, raggiunse Genova per dare l'allarme.

## L'attività antipartigiana in Val Varaita
Adami arrivò in Piemonte in seguito al trasferimento della 4ª Divisione alpina "Monterosa" per assicurare le retrovie; il 16 novembre 1944 fu assegnato a questo compito di presidio in Val Varaita, alle dipendenze dirette del maggiore Mario Molinari, comandante del battaglione Bassano. Alla testa di un'unità esigua e ben equipaggiata, si occupava di un ampio territorio del cuneese comprendente i comuni di Sampeyre, Pontechianale, Costigliole Saluzzo, Brossasco, Venasca e Casteldelfino, dove ebbe anche la sua sede. Il suo compito era perlustrare ed assicurare le retrovie, sbarrando le azioni dei partigiani locali che si spingevano fin nei centri abitati. La sua attività consisteva nel cercare principalmente di catturare i capi partigiani attraverso azioni di controbanda: in pratica, soprattutto all'inizio quando ancora non era un viso noto a partigiani e civili, Adami smetteva la divisa ed indossava panni borghesi per cogliere impreparati i partigiani medesimi. La tecnica risultava remunerativa, in quanto non procurava quasi vittime agli attaccanti ma, in compenso, teneva costantemente i partigiani sotto tensione, costretti com'erano a moltiplicare i servizi di guardia e a cambiare spesso le loro posizioni, tanto che furono anche obbligati ad abbandonare temporaneamente la Val Varaita.
Le operazioni che coinvolsero Adami iniziarono tra il 18 e il 20 novembre 1944 e si caratterizzarono per un tasso di violenza molto alto sia nei confronti dei partigiani presi prigionieri sia dei civili considerati complici della Resistenza e dei renitenti alla leva. Le azioni di Adami consistettero in numerosi assalti ad automezzi e cariaggi, attività di sminamento dei ponti, rastrellamenti nei territori delle valli Maira e Varaita.
A fine febbraio 1945, durante un rastrellamento nella media Val Varaita, Adami catturò il partigiano Enrico Rovera (Monfrin), che fu ferito gravemente. Portato all'ospedale di Saluzzo e già condannato alla fucilazione, Rovera il giorno seguente fu liberato da altri partigiani che nell'azione presero prigioniero l'alpino di guardia Mario Zaborra che fu successivamente fucilato.

## L'eccidio di Valmala
Tra le azioni condotte dalla "banda" Adami, la più grave fu quella nota come "eccidio di Valmala", in bassa Val Varaita. Il 5 marzo 1945, 44 uomini tra truppe ed ufficiali, comandati dal tenente Cavalli (poiché l'Adami, malato, era in attesa a Venasca), si diressero nella zona di Melle-Venasca per svolgere un rastrellamento lungo lo spartiacque tra Val Varaita e Val Maira. La notte fra il 5 e il 6 marzo la "banda Pavan", dopo avere preso degli ostaggi civili e depredato le case nella borgata Chiot, puntò, dietro suggerimento di un informatore, sul vicino Santuario di Valmala, dove si trovava la sede del distaccamento partigiano “Bottazzi” (181ª Brigata Garibaldi) composto da 17 uomini, molti dei quali ancora giovanissimi. I partigiani del Bottazzi sapevano del rastrellamento in corso ma, pensando erroneamente che gli alpini fossero diretti verso l'area di Lemma, furono colti di sorpresa. Nel breve scontro a fuoco che ne derivò caddero sei uomini, di cui uno freddato dopo essersi arreso, mentre due riuscirono a fuggire. Gli altri furono presi prigionieri e picchiati con estrema violenza.Tra questi c’erano tre feriti, che vennero uccisi poco dopo con un colpo alla testa sul piazzale della chiesa. Gli altri superstiti stavano per essere fucilati, quando il sorvolo di aerei alleati consigliò agli alpini della Monterosa di sospendere l'esecuzione. I partigiani caduti furono in tutto nove; con la loro morte venne azzerato l’intero comando della brigata garibaldina. Per garantirsi la ritirata ed evitare imboscate, la "banda" di Adami, che era rimasto a Venasca a causa di un'indisposizione, ritornò a Casteldelfino con il loro comandante, legando sul tetto del camion uno dei partigiani.
La vicenda di Valmala ebbe altri strascichi in cui, direttamente o indirettamente, fu coinvolto Adami. Il 7 marzo Pavan raggiunse con alcuni uomini l'eremo di Busca: il guardiano del fabbricato, Lorenzo Giraudo, fu interrogato circa la presenza dei partigiani; picchiato e minacciato di morte, fu obbligato a scavarsi la fossa, ma riuscì a fuggire e a salvarsi. Il 9 marzo, le brigate nere, assieme ad alcuni tedeschi, minacciarono e maltrattarono il parroco di Lemma, don Francesco Demarchi, colpevole di avere celebrato il funerale dei partigiani caduti; i figli del mezzadro del parroco vennero condotti a forza in cimitero per dissotterrare i caduti al fine di accertarsi dell'avvenuta inumazione. Pochi giorni dopo, Adami e la sua squadra rastrellarono la zona intorno a Rossana e Brossasco, interrompendo le funzioni religiose e accanendosi contro il parroco.
In risposta alle azioni di Adami, il nuovo comando della 181ª Brigata Garibaldi organizzò, il 28 marzo, un attacco al presidio fascista di Sampeyre, causando la morte di tre militari e il ferimento di altri quattro. Adami, per rappresaglia, minacciò di fucilare prima dodici, poi quattro ostaggi presi a caso tra la popolazione civile. Il parroco di Sampeyre, don Antonio Salomone, e don Michele Lerda di Revello riuscirono ad impedire l’eccidio, intercedendo il primo presso il comandante del presidio colonnello Armando Farinacci, il secondo presso il comando tedesco che aveva sede a Saluzzo.

## La cattura e il processo
Dopo la metà dell'aprile 1945, di fronte all'imminente crisi generale dell'impianto nazifascista, il battaglione Bassano era in attesa di rendere esecutivo l'ordine di ripiegamento ma, agendo d'iniziativa personale, il 26, il comandante maggiore Molinari si accordò e si arrese ai partigiani a Casteldelfino. Il tenente Adami, avvertito preventivamente delle intenzioni del maggiore Molinari, rifiutò la resa e decise di fuggire verso la Valle Po con alcuni compagni: un altro ufficiale, Osvaldo Grechi, un sottufficiale, Mario Frison, l'ausiliaria Marcella Catrani (compagna di Adami), i sergenti Giuseppe Zecca, Guglielmo Lanza e Giorgio Geminiani. Rifugiatosi in una baita a Crissolo, da dove intendeva dirigersi verso Montoso per scendere in Val Pellice e arrendersi agli americani, Adami e i suoi vennero presi la mattina del 29 aprile, dopo una breve sparatoria, da una squadra di partigiani della 15ª Brigata Saluzzo (11ª Divisione Garibaldi). La squadra partigiana era composta da Antonio Biglia (Remo), vice comandante della 15ª Saluzzo, Giacomo Rey (Diavolo Rosso), comandante di distaccamento, Rolf Ortuer (Tigre), tedesco passato nelle file dei partigiani.
Trasportati a Paesana, Adami e i suoi furono rinchiusi nell'edificio scolastico. Alla notizia dell’arrivo dei prigionieri, una folla enorme di uomini, donne, ragazzi si accalcò minacciosa ai cancelli, pronta al linciaggio. I prigionieri, ricevuti i conforti religiosi da don Ghio, parroco di Paesana, furono interrogati da Andrea Bruno, (Santabarbara), comandante della 15ª Brigata Saluzzo. Raccontò don Ghio di avere visto, dopo l'interrogatorio, "[...] aggrappato ai cancelli del giardino, un formicolio di uomini, donne, ragazzi, e oltre la cancellata, altre centinaia di visi stravolti dall’odio, dalla vendetta [...]. Poco dopo Pavan, legato ai polsi, con una corda al collo viene portato in giro, dentro lo steccato, per soddisfare la richiesta della folla che vuole vederlo da vicino e gettargli in faccia tutto il suo disprezzo". 

Adriano Adami, a sinistra, Marcella Catrani, Osvaldo Grechi, Vittorio Calabrese e Mario Frison

Il mattino seguente Adami e i suoi furono condotti a Saluzzo, prima alla Castiglia e poi alla caserma Musso. Adami e gli altri prigionieri restarono in carcere cinque giorni prima di essere processati. Il 2 maggio furono sottoposti, nella caserma Musso, al giudizio di un tribunale popolare composto da appartenenti al Comando della 11ª Divisione Garibaldi e della 2ª Divisione Alpina Giustizia e Libertà. L'accusa rivolta ad Adami era: "aver condotto con particolare accanimento e crudeltà la lotta partigiana incendiando case, procedendo al denudamento di donne, maltrattando prigionieri e civili e commettendo crudeltà varie sia nei confronti di partigiani che di borghesi". Adami fu condannato alla "pena di morte mediante fucilazione nella schiena" insieme al maresciallo Frison, al sergente Lanza, al sergente Alongi e al sergente Geminiani. Il maggiore Molinari, l’alpino Venini e l'ausiliaria Catrani furono deferiti al Tribunale del popolo; il sottotenente Grechi, il sergente maggiore Calabrese, il sergente Faneda e il sergente Dalla Palma furono assolti.
La fucilazione di Adami e degli altri quattro condannati a morte avvenne all'interno della caserma, la sera del 2 maggio 1945.
Nei giorni successivi, precisamente il 5 maggio, dodici alpini, che si erano arresi a Casteldelfino, furono prelevati dalla prigione con la scusa di dover eseguire dei lavori e portati in località Ponte di Valcurta in Val Varaita, dove furono fucilati. Il 7 maggio gli americani, grazie all'intermediazone del sottotenente Capece Galeota Benedetto del Battaglione Bassano - che parlando inglese riuscì ad avvisare gli americani delle intenzioni violente dei partigiani (lui stesso era stato condannato a morte) - presero in consegna tutti i prigionieri, che furono trasferiti al campo di concentramento di Coltano

## Sviluppi successivi
L'11 gennaio 1949 Andrea Mitolo di Bolzano, ex comandante della 7ª Compagnia del battaglione Bassano, avvocato ed esponente del Movimento Sociale Italiano in Alto Adige, presentò una denuncia collettiva contro numerosi comandanti partigiani, garibaldini e giellini del territorio saluzzese, ipotizzando i reati di omicidio e strage per le esecuzioni (come quella di Adami e dei suoi compagni), avvenute in Valle Varaita dopo la fine del conflitto.
Il Tribunale di Saluzzo, però, il 29 settembre 1950 dichiarò il non luogo a procedere con la motivazione che "Dalle indagini esperite era emerso inequivocabile che si trattava di un'azione di guerra per necessità di lotta contro il tedesco invasore".

## Onorificenze

### Repubblica Sociale
(Non riconosciute dal Regno d'Italia e dalla Repubblica Italiana)